# Lemoynita
La lemoynita és un mineral de la classe dels silicats. Rep el nom en honor de Charles Le Moyne (Dieppe, França, 2 d'agost de 1626 - Mont-real, Canadà, febrer de 1685), senyor de Longueuil, destacat en la història primerenca del Canadà i dels Estats Units. Le Moyne, que va arribar al Canadà des de França el 1641, es va convertir en el patriarca d'una família molt il·lustre que incloïa als seus fills Pierre, que exercí de governador de Louisiana, i Jean-Baptist, el fundador de Nova Orleans.

## Característiques
La lemoynita és un silicat de fórmula química (Na,K)₂CaZr₂Si10O26·5H₂O. Es tracta d'una espècie aprovada per l'Associació Mineralògica Internacional, i publicada per primera vegada el 1969. Cristal·litza en el sistema monoclínic. La seva duresa a l'escala de Mohs és 4.
Segons la classificació de Nickel-Strunz, la lemoynita pertany a «09.DP - Estructures transicionals ino-filosilicats» juntament amb els següents minerals: melifanita, leucosfenita, prehnita, amstal·lita, kvanefjeldita, natrolemoynita i altisita.

## Formació i jaciments
Va ser descoberta a la pedrera Poudrette, situada al mont Saint-Hilaire, dins el municipi regional de comtat de La Vallée-du-Richelieu, a Montérégie (Quebec, Canadà). També ha estat descrita a la pedrera Demix-Varennes, al municipi regional de comtat de Lajemmerais, també a la regió de Montérégie, i a la muntanya Wind, al comtat d'Otero (Nou Mèxic, Estats Units). Aquests tres indrets són els únics de tot el planeta on ha estat descrita aquesta espècie mineral.